# Без особых примет
«Без особых примет» (исп. Sin señas particulares) — кинофильм режиссёра Фернанды Валадес, вышедший на экраны в 2020 году.

## Сюжет
Молодой мексиканец Хесус отправляется с другом на север, чтобы пересечь границу и попасть в США. Проходит два месяца, но от них нет никаких вестей. Мать Хесуса Магдалена обращается в полицию, но узнаёт лишь, что его друг был убит одной из орудующих вблизи границы банд. Женщина самостоятельно отправляется на поиски сына. Эксперты, работающие с массовыми захоронениями жертв, не могут сказать ничего конкретного о судьбе Хесуса; удаётся опознать лишь его сумку. Магдалена обращается к водителям автобусов, работающим на маршруте, а также в местную ночлежку и узнаёт, что одна из жертв нападения — старик-индеец — выжил и может знать какие-то подробности. Она отправляется на его поиски на территорию, опустошённую бандитами...

## В ролях
- Мерседес Эрнандес — Магдалена
- Давид Ильескас — Мигель
- Хуан Хесус Варела — Хесус, сын Магдалены
- Ана Лаура Родригес — Оливия
- Армандо Гарсия — Риго
- Лаура Элена Ибарра — Чуя
- Мануэль Кампос — Альберто Матео

## Награды и номинации
- 2020 — приз зрительских симпатий и специальный приз за лучший сценарий в категории «Мировое кино — драма» на кинофестивале Санденс.
- 2020 — приз программы «Горизонты» на кинофестивале в Сан-Себастьяне.
- 2020 — призы за лучшую режиссуру и лучший режиссёрский дебют (Фернанда Валадес) на Стокгольмском кинофестивале.
- 2020 — приз «Золотой Александр» на кинофестивале в Салониках.
- 2021 — 9 национальных премий «Ариэль»: лучший фильм, лучшая дебютная работа (Фернанда Валадес), лучшая режиссура (Фернанда Валадес), лучший оригинальный сценарий (Фернанда Валадес, Астрид Рондеро), лучшая актриса (Мерседес Эрнандес), лучший актёр второго плана (Давид Ильескас), лучшая операторская работа (Клаудия Бесеррил Булос), лучший монтаж (Фернанда Валадес, Сьюзен Корда, Астрид Рондеро), лучшие визуальные эффекты. Кроме того, лента получила 7 номинаций: лучший актёрский прорыв (Ана Лаура Родригес и Хуан Хесус Варела), лучшая работа художника-постановщика (Далия Рейес), лучшая оригинальная музыка (Кларис Дженсен), лучший грим (Нефтали Самора Ортис, Таня Гусман), лучшие спецэффекты, лучший звук.
- 2021 — премия «Готэм» за лучший международный фильм, а также номинация в категории «Зрительские симпатии».